# Небесна механіка
Небесна механіка — розділ астрономії, що застосовує закони механіки для вивчення руху небесних тіл. Небесна механіка займається розрахунками розташування Місяця і планет, обчисленням місця і часу затемнень, загалом, визначенням реального руху космічних тіл.
Природно, що небесна механіка в першу чергу вивчає поведінку тіл Сонячної системи — обернення планет навколо Сонця, супутників навколо планет, рух комет та інших малих небесних тіл, з початком практичної космонавтики — також рух космічних апаратів. Тоді як переміщення далеких зір вдається помітити щонайменше за десятиліття і століття, рух тіл Сонячної системи відбувається буквально на очах — за дні, години і навіть хвилини. Тому його вивчення стало початком сучасної небесної механіки, започаткованої в працях Йоганна Кеплера (1571—1630) та Ісаака Ньютона (1643—1727). Кеплер уперше встановив закони руху планет, а Ньютон вивів із законів Кеплера закон всесвітнього тяжіння і використав закони руху й тяжіння для розв'язання небесно-механічних задач, не охоплених законами Кеплера. Після Ньютона прогрес у небесній механіці переважно полягав у розвитку математичної техніки для розв'язування рівнянь, що виражають закони Ньютона. Таким чином, принципи небесної механіки — це «класика» в тому сенсі, що й сьогодні вони такі ж, як за часів Ньютона.
Небесна механіка вивчає рух космічних тіл в їхньому спільному гравітаційному полі з урахуванням дії тиску випромінювання, опору середовища, зміни маси й інших чинників. Дослідження руху небесних об'єктів передбачає встановлення загальних закономірностей руху і визначення для довільного моменту часу положення і швидкості досліджуваного об'єкта відносно вибраної системи координат. Спираючись на дані астрометрії, закони класичної механіки і математичні методи дослідження, небесна механіка визначає траєкторії і характеристики руху космічних тіл, значення ряду астрономічних сталих, складає ефемерид, служить теоретичною основою космонавтики.
Небесна механіка як астрономічна наука заснована на фізичних теоріях всесвітнього тяжіння. Майже всі космічні явища, що розглядаються небесною механікою, можуть пояснюватися в рамках трьох розділів механіки: кінематики, динаміки і статики. У небесній механіці, як і в класичній механіці — розділі фізики, основним завданням є визначення положення матеріальної точки в будь-який момент часу за відомими початковими координатами і швидкістю. Оскільки відстані між космічними об'єктами у багато разів більші від їх розмірів, поняття «космічне тіло» в небесній механіці часто замінюється поняттям «небесне тіло» — астрономічним аналогом поняття «матеріальна точка» у фізиці.